# 윤보선길
윤보선길(尹潽善길, Yunboseon-gil)은 서울특별시 종로구 관훈동 113-1에서 재동 2-2까지를 잇는 도로이다. 도로명은 윤보선 전 대통령의 사저를 지나는 것에서 유래했다.

## 역사
- 2010년 7월 2일 : 종로구 도로명 주소 고시

## 주요 경유지
서울특별시
- 종로구 (관훈동 - 안국동 - 화동 - 재동)

## 노선
| 교차로 | 접속 노선 | 소재지 | 소재지 | 비고             |
| ------ | --------- | ------ | ------ | ---------------- |
|        | 율곡로    | 종로구 | 삼청동 | 교차로 이름 없음 |
|        | 북촌로5길 | 종로구 | 삼청동 | 교차로 이름 없음 |